# Saxifraga squarrosa
Espèce
Saxifraga squarrosa est une espèce de plantes de la famille des Saxifragacées.